# Springfield (Essex)
Pour les articles homonymes, voir Springfield.
Springfield est une paroisse civile de l'Essex, en Angleterre.